# Tachigali
Tachigali é um género de legume da família Fabaceae.

## Espécies
Este género contém 96 espécies descritas, das quais 67 são nomes aceites:
| - Tachigali albiflora (Benoist) Zarucchi & Herend. - Tachigali amplifolia (Ducke) Barneby - Tachigali argyrophylla Ducke - Tachigali beaurepairei (Harms) L.F. Gomes da Silva & H.C. Lima - Tachigali bracteolate Dwyer - Tachigali bracteosa (Harms) Zarucchi & Pipoly - Tachigali catingae Ducke - Tachigali cavipes (Benth.) J.F.Macbr. - Tachigali chrysophylla (Poepp.) Zarucchi & Herend. - Tachigali colombiana Dwyer - Tachigali costaricensis (N. Zamora & Poveda) N. Zamora & van der Werff - Tachigali davidsei Zarucchi & Herend. - Tachigali densiflora (Benth.) L.F. Gomes da Silva & H.C. Lima - Tachigali denudata (Vogel) Oliveira-Filho - Tachigali duckei (Dwyer) Oliveira-Filho - Tachigali dwyeri (R.S. Cowan) Zarucchi & Herend. - Tachigali eriopetala (Ducke) L.F. Gomes da Silva & H.C. Lima - Tachigali formicarum Harms - Tachigali friburgensis (Harms) L.F. Gomes da Silva & H.C. Lima - Tachigali froesii (Pires) L.F. Gomes da Silva & H.C. Lima - Tachigali goeldiana (Huber) L.F. Gomes da Silva & H.C. Lima - Tachigali grandistipulata Harms - Tachigali guianensis (Benth.) Zarucchi & Herend. - Tachigali hypoleuca (Benth.) Zarucchi & Herend. - Tachigali leiocalyx (Ducke) L.F. Gomes da Silva & H.C. Lima | - Tachigali longiflora Ducke - Tachigali macbridei Zarucchi & Herend. - Tachigali macropetala (Ducke) L.F. Gomes da Silva & H.C. Lima - Tachigali macrostachya Huber - Tachigali melanocarpa (Ducke) van der Werff - Tachigali melinonii (Harms) Zarucchi & Herend. - Tachigali micrantha (L.O. Williams) Zarucchi & Herend. - Tachigali micropetala (Ducke) Zarucchi & Pipoly - Tachigali multijuga Benth. - Tachigali myrmecophila (Ducke) Ducke - Tachigali odoratissima (Spruce ex Benth.) Zarucchi & Herend. - Tachigali paniculata Aubl. - Tachigali paraensis (Huber) Barneby - Tachigali paratyensis (Vell.) H.C. Lima - Tachigali peruviana (Dwyer) Zarucchi & Herend. - Tachigali physophora (Huber) Zarucchi & Herend. - Tachigali pilgeriana (Harms) Oliveira-Filho - Tachigali pimichinensis (R.S. Cowan) Zarucchi & Herend. - Tachigali plumbea Ducke - Tachigali polyphylla Poepp. - Tachigali prancei (H.S. Irwin & Arroyo) L.F. Gomes da Silva & H.C. Lima - Tachigali ptychophysca Benth. - Tachigali pubiflora Benth. - Tachigali pulchra Dwyer - Tachigali reticulosa (Dwyer) Zarucchi & Herend. | - Tachigali rigida Ducke - Tachigali rubiginosa (Mart. ex Tul.) Oliveira-Filho - Tachigali rugosa (Mart. ex Benth.) Zarucchi & Pipoly - Tachigali rusbyi Harms - Tachigali schultesiana Dwyer - Tachigali setifera (Ducke) Zarucchi & Herend. - Tachigali subbullata (Ducke) L.F. Gomes da Silva & H.C. Lima - Tachigali subvelutina (Benth.) Oliveira-Filho - Tachigali tessmannii Harms - Tachigali tinctoria (Benth.) Zarucchi & Herend. - Tachigali uleana (Harms) Zarucchi & Herend. - Tachigali ulei Harms - Tachigali urbaniana (Harms) L.F. Gomes da Silva & H.C. Lima - Tachigali vasquezii Pipoly - Tachigali venusta Dwyer - Tachigali versicolor Standl. & L.O.Williams - Tachigali vulgaris L.F. Gomes da Silva & H.C. Lima |